# مرازتسی
مرازتسی (به بلغاری: Mrazetsi) یک منطقهٔ مسکونی در بلغارستان است که در استان گابرووو واقع شده‌است.